# Monodontichneumon monotonus
Monodontichneumon monotonus là một loài tò vò trong họ Ichneumonidae.